# Capo della Repubblica Popolare di Lugansk
Il capo della Repubblica Popolare di Lugansk (in russo Глава Луганской Народной Республики?) è la  più alta carica politica dell'autoproclamata entità territoriale, dapprima Stato secessionista russofilo non riconosciuto dalla comunità internazionale, che occupa parte della regione omonima dell'Ucraina orientale, poi annesso da Putin nel 2022 quale soggetto federale della Federazione Russa.

## Poteri e funzioni
Secondo la Costituzione, il capo della Repubblica Popolare di Lugansk è il capo di stato e detiene il potere esecutivo. Sotto il controllo russo, il capo ha lo stesso ruolo degli altri capi della Federazione.
Le elezioni del capo della Repubblica Popolare di Lugansk si svolgono a suffragio universale, uguale e diretto a scrutinio segreto per un mandato di cinque anni. Il capo della Repubblica Popolare di Lugansk è un cittadino della Repubblica Popolare di Lugansk che non ha cittadinanza straniera, non ha meno di 30 anni e ha diritto di voto. La stessa persona non può essere capo della Repubblica Popolare di Lugansk per più di due mandati consecutivi.
Il capo della Repubblica Popolare di Lugansk non può essere membro di associazioni pubbliche, non può essere un deputato del Consiglio del Popolo della Repubblica Popolare di Lugansk e non può ricoprire altri incarichi in strutture statali e pubbliche o enti commerciali.
Secondo l'art. 59 della Costituzione della Repubblica popolare di Lugansk:
1. assicura il rispetto dei diritti umani e delle libertà, della Costituzione e delle leggi della Repubblica popolare di Lugansk, dei suoi obblighi internazionali;
2. rappresenta ufficialmente lo Stato negli affari internazionali, firma trattati internazionali;
3. adotta misure per garantire la sicurezza e l'integrità territoriale della Repubblica popolare di Lugansk, forma e dirige il Consiglio di sicurezza, il cui status è determinato dalla legge;
4. nell'interesse di garantire l'incolumità dei cittadini, introduce, a norma di legge, lo stato di emergenza e la legge marziale nella Repubblica popolare di Lugansk con successiva approvazione del Consiglio del popolo della Repubblica Popolare di Luhansk;
5. presenta al Consiglio del popolo della Repubblica Popolare di Lugansk relazioni annuali sui risultati delle attività del Consiglio dei ministri della Repubblica Popolare di Lugansk;
6. ha il diritto di iniziativa legislativa nel Consiglio del popolo della Repubblica Popolare di Lugansk;
7. detiene il diritto di chiedere la convocazione di una riunione straordinaria del Consiglio popolare della Repubblica Popolare di Lugansk, nonché di convocare il neoeletto Consiglio del popolo della Repubblica Popolare di Lugansk per la prima riunione prima del termine stabilito per questo dalla Costituzione;
8. ha il diritto di partecipare a una riunione del Consiglio del popolo della Repubblica Popolare di Lugansk con diritto di voto consultivo;
9. concede la grazia;
10. assegna riconoscimenti statali, conferisce grado onorifici, militari e speciali;
11. costituisce l'amministrazione del capo della Repubblica Popolare di Lugansk;
12. sottopone al Consiglio del popolo della Repubblica Popolare di Lugansk i candidati alla carica di presidente della Banca nazionale, di procuratore generale e altri funzionari in base ai loro poteri, ed entra anche nel Consiglio del popolo della Repubblica Popolare di Luhansk con idee sul loro licenziamento;
13. sospende o annulla deliberazioni e ordini del Consiglio dei ministri della Repubblica Popolare di Lugansk, atti dei ministeri e altri organi esecutivi della Repubblica Popolare di Lugansk, in caso di violazione della normativa vigente;
14. firma e promulga le leggi della Repubblica Popolare di Lugansk o le respinge.

Il capo costituisce il Consiglio dei ministri della Repubblica Popolare di Lugansk, accetta o rifiuta le dimissioni dell'intero Consiglio o di singoli ministri. Secondo l'art. 56, comma 1, della Costituzione della Repubblica Popolare di Lugansk, il capo della Repubblica Popolare di Lugansk può presiedere il Consiglio dei ministri della Repubblica Popolare di Lugansk.
Durante lo stato di emergenza, calamità naturali, ostilità, il Capo della Repubblica Popolare di Lugansk ha il diritto di emanare decreti che hanno forza di legge e sono obbligatori per l'esecuzione immediata con contestuale notifica di ciò al Parlamento.
Secondo l'art. 61 della Costituzione della Repubblica Popolare di Lugansk: I poteri del capo della Repubblica Popolare di Lugansk cessano anticipatamente in caso di:
1. morte;
2. dimissioni spontanee;
3. riconoscimento da parte del giudice dello stato di incapacità o parziale incapacità;
4. riconoscimento da parte del tribunale come disperso o dichiarato morto;
5. entrata in vigore di una sentenza di colpevolezza del tribunale nei suoi confronti;
6. partenza al di fuori della Repubblica Popolare di Lugansk per residenza permanente;
7. perdita della cittadinanza della Repubblica Popolare di Lugansk;
8. licenziamento dall'incarico in connessione con l'espressione di sfiducia nei suoi confronti da parte del Consiglio del popolo della Repubblica Popolare di Lugansk.

Il capo della Repubblica popolare di Lugansk può essere destituito dall'incarico dal Consiglio del popolo della Repubblica Popolare di Lugansk solo con l'accusa di alto tradimento o altri gravi crimini portati avanti dal Consiglio del popolo della Repubblica Popolare di Lugansk, confermato dalla conclusione del Consiglio supremo e dalla Corte della Repubblica Popolare di Lugansk. La decisione del Consiglio del popolo della Repubblica Popolare di Lugansk di sporgere denuncia e di rimuovere dall'incarico il capo della Repubblica Popolare di Lugansk deve essere adottata con 2/3 dei voti del numero totale dei deputati nel Parlamento.
In caso di rimozione dalle funzioni del Capo della Repubblica Popolare di Lugansk, ai sensi dell'art. 62 della Costituzione della Repubblica Popolare di Lugansk, le sue funzioni sono svolte dal Presidente del Consiglio del popolo della Repubblica Popolare di Lugansk.

## Elenco
| # | Immagine | Capo (nascita–morte)                     | Mandato          | Mandato          | Mandato             | Partito politico | Elezione | Note |
| # | Immagine | Capo (nascita–morte)                     | Inizio           | Fine             | Durata              | Partito politico | Elezione | Note |
| - | -------- | ---------------------------------------- | ---------------- | ---------------- | ------------------- | ---------------- | -------- | ---- |
| 1 |          | Gennadij Nikolaevič Cypkalov (1973-2016) | 13 maggio 2014   | 17 maggio 2014   | 0 anni e 4 giorni   | Pace per Lugansk | -        |      |
| 2 |          | Valerij Bolotov (1970-2017)              | 21 maggio 2014   | 26 agosto 2014   | 0 anni e 97 giorni  | Indipendente     | –        |      |
| 3 |          | Igor' Plotnickij (1964-)                 | 26 agosto 2014   | 24 novembre 2017 | 3 anni e 90 giorni  | Pace per Lugansk | 2014     | -    |
| 4 |          | Leonid Pasečnik (1970-)                  | 24 novembre 2017 | in carica        | 4 anni e 310 giorni | Pace per Lugansk | 2018     | -    |